# 箕面市消防本部
箕面市消防本部（みのおししょうぼうほんぶ）は、大阪府箕面市の消防部局（消防本部）。管轄区域は箕面市全域と豊能郡豊能町。

## 概要
- 消防本部：箕面市箕面5-11-19
- 管内面積：47.84km2
- 職員定数：145人

- 消防署2カ所、分署3カ所、出張所1カ所
- 主力機械（2023年4月1日現在）
  - 普通消防ポンプ自動車：7
  - 水槽付消防ポンプ自動車：2
  - はしご付消防自動車：1
  - 化学消防自動車：1
  - 高規格救急自動車：7
  - 救助工作車：1
  - 小型動力ポンプ付積載車：2
  - 指揮広報車：1
  - 指揮車：1
  - 査察車：1
  - 指揮支援車：1
  - 作業車：4
  - 資機材搬送車：1
  - 救助資機材搬送車：1

## 沿革
- 1948年1月1日　官設消防として、箕面町消防署を設置。
- 1948年3月7日　自治体消防として、箕面町消防署を設置。
- 1948年8月1日　箕面町・萱野村・止々呂美村の合併に伴い、箕面町消防本部・箕面町消防署に改称。
- 1956年1月1日　市制施行に伴い、箕面市消防本部・箕面市消防署に改称。
- 1961年10月1日　救急業務を開始。
- 1962年12月21日　消防本部・消防署新庁舎が竣工。
- 1974年2月1日　東分署を開設。
- 1976年7月1日　西分署を開設。
- 1985年4月1日　消防本部・消防署新庁舎（現庁舎）が竣工。
- 2012年10月1日　豊中市消防本部（現在の豊中市消防局）との間ではしご付き消防自動車の共同運用開始。
- 2016年4月1日　豊能郡豊能町の消防事務を全面受託開始。
- 2021年4月1日　豊川分署を開設。

## 組織
- 本部 - 消防総務室、予防室、消防企画室
- 箕面消防署 - 警防第一室、警防第二室、通信指令室
- 豊能消防署 - 警防第一室、警防第二室

## 消防署
| 消防署     | 住所                        | 分署                                                                     | 出張所                   |
| ---------- | --------------------------- | ------------------------------------------------------------------------ | ------------------------ |
| 箕面消防署 | 箕面市箕面5-11-19           | 豊川：箕面市栗生間谷西1-2-3 東：箕面市粟生外院2-4-7 西：箕面市瀬川3-1-56 |                          |
| 豊能消防署 | 豊能郡豊能町東ときわ台1-1-2 |                                                                          | 東：豊能郡豊能町余野20-1 |